# Зеркальные войны. Отражение первое
«Зерка́льные во́йны. Отраже́ние пе́рвое» (англ. Mirror Wars) — российский кинофильм 2005 года в жанре «боевик». Премьера в России состоялась 1 сентября 2005 года. Фильм провалился в прокате, получил негативные отзывы критиков и в дальнейшем остался известен только благодаря популярной песне Ольги Кормухиной «Падаю в небо».

## Сюжет
Российская авиакорпорация «Сухой» разрабатывает принципиально новый тип многоцелевого боевого самолёта под кодовым названием Су-ХХ. За ним начинают охоту международные террористы и спецслужбы США.
Цель террористов — самолёт президента США, пролетающий недалеко от места проведения авиасалона МАКС.

## В ролях
| Актёр              | Роль |
| ------------------ | --- |
| Александр Ефимов   | лётчик-испытатель Алексей Кедров-младший (роль дублирует Александр Баргман, в телеверсии Ефимов дублировал сам себя) |
| Валерий Николаев   | лётчик-испытатель Борис Корин                                                                                        |
| Михаил Горевой     | Манфред |
| Малкольм Макдауэлл | бывший агент ЦРУ Мэрдок                                                                                              |
| Арманд Ассанте     | агент ЦРУ Йорк |
| Рутгер Хауэр       | представитель заказчика                                                                                              |
| Ксения Алфёрова    | эколог Кэтрин (роль дублирует Ксения Бржезовская)                                                                    |
| Ивар Калныньш      | конструктор Антон Петрович Кедров (роль дублирует Валерий Соловьёв)                                                  |
| Анатолий Журавлёв  | агент ФСБ «Гром» |
| Олег Капанец       | агент ФСБ «Соболь»                                                                                                   |
| Амалия Мордвинова  | агент «Оранж» |
| Валерий Афанасьев  | полковник Свирский                                                                                                   |
| Александр Кузнецов | агент «СИ» |
| Сергей Чонишвили   | Игорь Чайкин |
| Александр Рапопорт | шеф ЦРУ Ральф Трентон                                                                                                |
| Ольга Яковцева     | Азиза |
| Александр Яковлев  | Каленов, начальник службы безопасности                                                                               |

## Выпуск и отзывы
Фильм провалился в прокате, не набрав и двух миллионов долларов при бюджете в 10 млн. Кроме того, он получил разгромные отзывы критиков. О нём писали: «„Наш ответ Голливуду“ не получился уже в который раз» (Дмитрий Пучков), «Поражает беспомощностью режиссуры и скверной игрой актёров» (Сергей Кудрявцев), «Олег Капанец на российские деньги снял совершенно антироссийский фильм» (Алекс Экслер), «Это называют неуважением к зрителю, помноженным на неумение рассказывать истории» (КГ-портал). «Зеркальные войны. Отражение первое» со средним баллом 16 является худшим фильмом 2005 года и худшим фильмом за всё время на сайте-агрегаторе рецензий Критиканство. Оценки зрителей также были низкими.